# Dinitơ monoxide
Dinitơ monoxide, còn gọi là khí gây cười, khí vui hay bóng cười, là hợp chất hóa học ở điều kiện bình thường có dạng khí trong khí quyển Trái Đất, bao gồm 2 nguyên tử nitơ kết hợp với 1 nguyên tử oxy, công thức là N2O.
Ở nhiệt độ phòng, nó là một khí không màu, không cháy, với một chút kim loại và mùi hương. Ở nhiệt độ cao, dinitơ monoxide là một chất oxy hóa mạnh mẽ tương tự như oxy. Nó hòa tan trong nước.
N2O được sinh ra trong quá trình đốt các nhiên liệu hóa thạch. Hàm lượng của nó đang tăng dần trên phạm vi toàn cầu, hàng năm khoảng từ 0,2–0,3%. Một lượng nhỏ N2O khác xâm nhập vào khí quyển do kết quả của quá trình nitrat hoá các loại phân bón hữu cơ và vô cơ. N2O xâm nhập vào không khí sẽ không thay đổi dạng trong thời gian dài, chỉ khi đạt tới những tầng trên của khí quyển nó mới tác động một cách chậm chạp với nguyên tử oxy.
Trong phòng thí nghiệm, người ta điều chế N2O bằng cách nhiệt phân muối amoni nitrat. N2O có nhiều ứng dụng trong các ngành công nghiệp và y tế. Trong công nghiệp, N2O dùng để sản xuất chất bán dẫn, khí dinitơ monoxide là nguồn oxy cho các hóa chất lắng đọng hơi (CVD) của silic oxynitride (pha tạp hoặc undoped) hoặc silicon. Ngoài ra, N2O dùng để giám sát chất thải môi trường trong công nghiệp phân tích tạp chất vi lượng, được sử dụng trong các máy ASS, máy phân tích kim loại nặng, được dùng như chất oxy hóa trong tên lửa. Trong y tế, N2O là một loại khí có chức năng giảm đau và gây mê, hoặc kết với các khí khác thành thuốc gây mê. N2O tác động lên các tế bào GABA (Gamma Aminobutyric Acid) có chức năng kìm hãm những tế bào thần kinh gây buồn ngủ. Trong thời gian đó, chất khí này cũng đồng thời can thiệp vào quá trình sản sinh ra các tế bào liên lạc thần kinh nội sinh như opioid peptide và serotonin – một loại hoocmon có khả năng tạo ra cảm giác hưng phấn và hạnh phúc. Chính việc giải phóng các tế bào liên lạc thần kinh nội sinh đã kìm hãm sự phát ra cảm giác đau đớn trong não và kích hoạt khả năng giảm đau.
Tuy dinitơ monoxide chỉ tồn tại một lượng nhỏ trong khí quyển nhưng được xem là chất cản trở mạnh sự hình thành tầng ozon, với mức độ ảnh hưởng tương đương các hợp chất CFC. Người ta ước tính rằng khoảng 30% lượng N2O trong khí quyển gây ra do các hoạt động của con người, phần lớn từ các ngành nông nghiệp và công nghiệp. Dinitơ monoxide là khí tồn tại trong khí quyển lâu thứ ba trong các loại khí nhà kính, nên dinitơ monoxide là chất gây hiện tượng nóng lên toàn cầu mạnh.

## Lịch sử

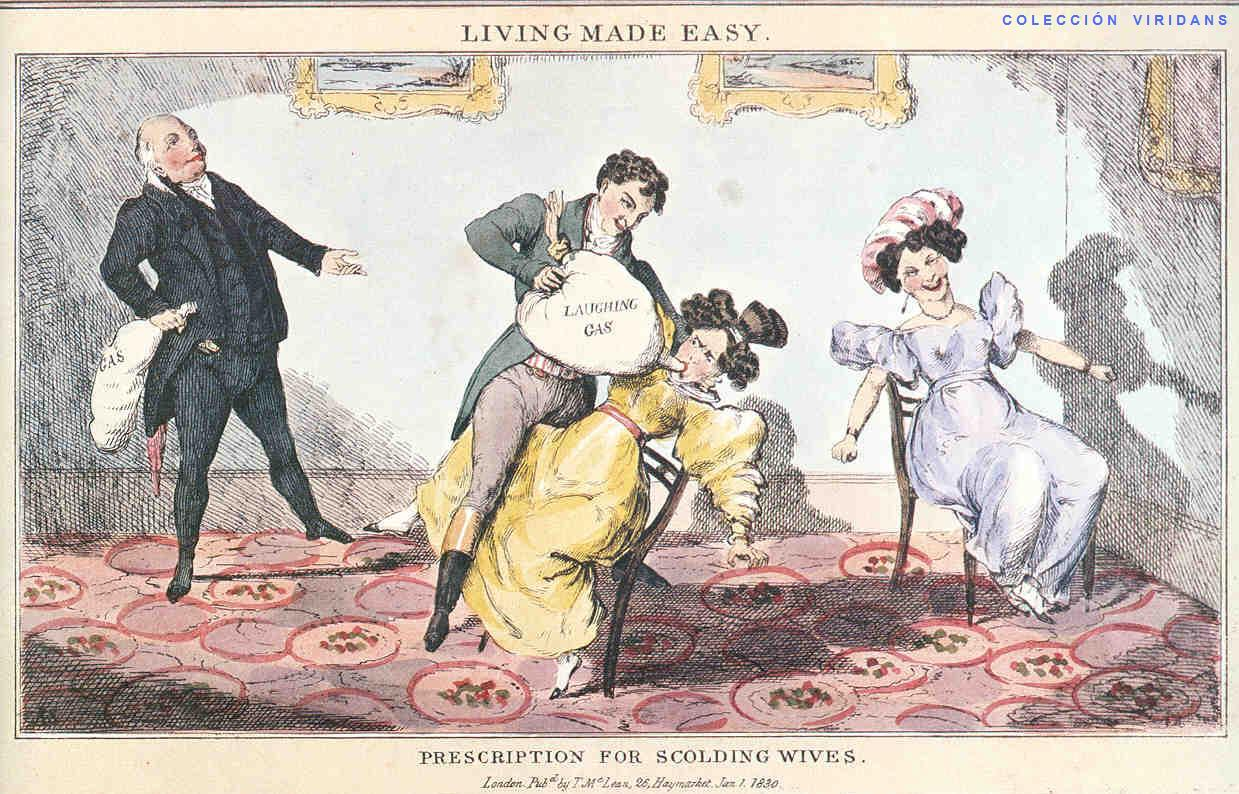
Bóng cười được giới thượng lưu Châu Âu sử dụng để tiêu khiển vào thế kỷ 19

Khí N2O lần đầu tiên được phát hiện vào năm 1772 bởi Joseph Priestley. Một bước quan trọng hướng tới điều này là trong thiết kế của thiết bị thí nghiệm để thu thập khí trên mặt nước, bởi Stephen Hales vào đầu những năm 1700. Nhưng khái niệm của ông (Hales) về cấu tạo của một chất khí khá khác với những gì chúng ta biết ngày nay.
Ông nghĩ rằng tất cả các loại khí đều là dạng không khí. Nếu các loại khí không có lợi cho sự sống, ông ta tin rằng không khí chứa đầy những hạt độc hại. Và nếu chúng bắt lửa, không khí bị ô nhiễm bởi các hạt dễ cháy, vô hình. Chất khí lần đầu tiên được công nhận bởi Joseph Black trong những thập niên năm 1750, khi ông điều tra về bản chất của magnesi oxide, carbonat và sự kết hợp của chúng với carbon dioxide.
Priestley sử dụng thiết bị của Hales và khái niệm về khí của Black, mặc dù ông đã mô tả chúng là "không khí" cho đến ngày chết – để khám phá, hoặc báo cáo, một loạt các khí bao gồm: NO, NO2, N2, HCl và N2O (tất cả trong năm 1772), O2 (1774) và SO2 (1775). Tất nhiên là ông không sử dụng những công thức này, và thực sự tên của chúng khá khác so với ngày hôm nay. Nitơ monoxide (NO) là không khí nitơ, và dinitơ monoxide là "không khí nitơ, dạng khử", phản ánh phương pháp điều chế của nó cho phép NO tiếp xúc với mạt sắt ẩm.
2NO + H2O + Fe -> N2O + Fe(OH)2

## Sử dụng

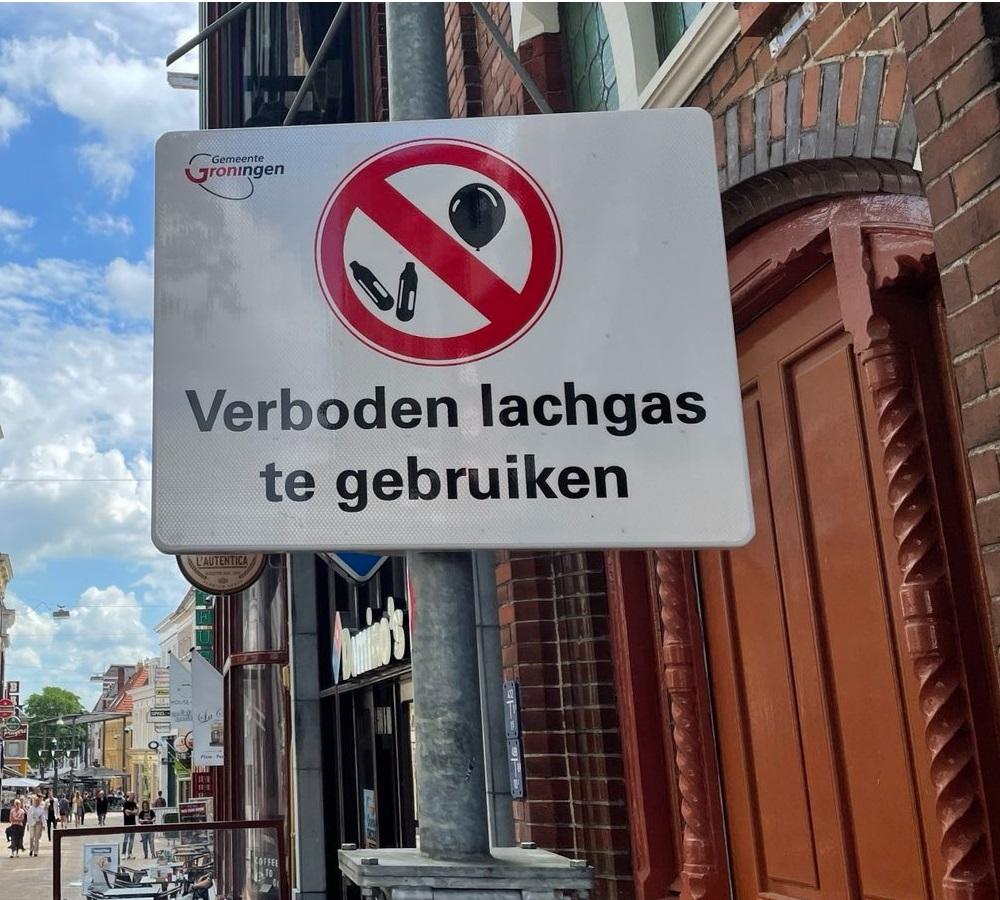
Biển báo cấm khí dinitơ oxide tại Hà Lan.

N2O là một chất khí kích thích được bán hợp pháp tại các hộp đêm tại một số nước châu Âu và châu Á. Người ta bơm khí này vào một quả bóng bay, gọi là bóng cười (funky ball) và cung cấp cho các khách ở quán Bar. Các bác sĩ trên thế giới đều cảnh báo rằng chất khí này có thể gây ảnh hưởng trực tiếp tới tim mạch và hệ thần kinh. Nếu lạm dụng bóng cười quá mức thì sẽ dẫn tới trầm cảm và có thể gây tử vong. Sau khi hít khí này vào, cơ thể có cảm giác tê tê, đặc biệt là nghe nhạc rõ, sau đó phấn khích, cười ngả nghiêng (vì bị cuốn theo chiều nhạc).
Dinitơ monoxide có tác dụng làm đông và làm bông kem tươi trong các bình xịt kem tươi hay dùng ở các quán cà phê, thường xuất hiện dưới tên gas isi.
N2O được sử dụng để tăng năng suất động cơ xe. Ngoài ra nó còn được dùng như chất oxy hóa trong tên lửa.

### Oxide nitơ
- Nitơ monoxide
- Dinitơ pentoxide
- Dinitơ tetroxide
- Nitơ dioxide

### Khác
- Ozon
- Suy giảm tầng ôzôn
- Tiềm năng suy giảm tầng ozon (ODP)
- Chất làm lạnh